# Prvo su došli...
Prvo su došli... je pesma koja se pripisuje pastoru Martinu Nimeleru (1892–1984) i koja govori o ćutanju i nereagovanju nemačkih intelektualaca nakon uspona nacista na vlast i početka politike "čišćenja" usmerene protiv različitih grupa društva.

## Istorija
Nimeler je u početku podržavao Hitlera, ali se do 1934. godine našao u opoziciji prema nacistima, te se uglavnom zahvaljujući svojim vezama sa uticajnim i bogatim poslovnim ljudima spasao do 1937. godine, kada je bio uhapšen i najzad završio u koncentracionim logorima Zahzenhauzen i Dahau. Nimeler je preživeo Drugi svetski rat da bi nakon rata postao jedan od vodećih glasova koji su nemački narod pozivali na pokajanje i pomirenje. Njegova pesma je izuzetno poznata i postala je popularnim uzorom za opisivanje opasnosti političke apatije, koja često počinje sa određenim i usmerenim strahovima i mržnjom da bi uskoro eskalirala i otrgnula se van kontrole.

## Pesma (verzija iz1976)
| Original | Prevod |
| -------- | --- |
|          | Kada su nacisti došli po komuniste, ja sam ćutao; jer nisam bio komunista. Kada su zatvorili socijaldemokrate, ja sam ćutao; jer nisam bio socijaldemokrata. Kada su došli po sindikalce, ja se nisam pobunio; jer nisam bio sindikalac. Kada su došli po mene, nije preostao niko da se pobuni. |

## Varijacije

### Varijacija prve strofe
Ironično je to što, kada se pesma prvi put pojavila u Sjedinjenim Državama 1950-ih godina, prva strofa, koja se odnosi na komuniste, često je bila ispuštana, zbog uspona makartizma i "crvene opasnosti".

### Varijacija druge strofe
Sve varijacije ispuštaju "bolesne, takozvane neizlečive", odnosno mentalno bolesne, koji se pominju u originalnim Nimelerovim zapisima. Možda se ta strofa ispušta i zbog toga što je optužnica podignuta samo protiv oko dvadeset lekara za ubistva kojih je bilo između 75,000 i 250,000.

### Varijacija poslednje strofe
Jedna veoma poznata varijanta ove pesme u poslednjoj strofi navodi: "zatim su došli po katolike".

### 
Verzija koja je zapisana na New England Holocaust Memorial u Bostonu glasi:
Prvo su došli po komuniste,
a ja se nisam pobunio jer nisam bio komunista.
Zatim su došli po Jevreje,
a ja se nisam pobunio jer nisam bio Jevrejin.
Zatim su došli po sindikalce,
a ja se nisam pobunio jer nisam bio sindikalac.
Zatim su došli po katolike,
a ja se nisam pobunio jer sam bio protestant.
Zatim su došli po mene,
ali tada više nikoga nije bilo da se pobuni.
Još jedna verzija odštampana je u magazinu  28. avgusta 1989, povodom godišnjice početka drugog svetskog rata. Ova verzija glasi:
Prvo su došli po komuniste, a ja se nisam pobunio,
jer nisam bio komunista.
Zatim su došli po Jevreje, a ja se nisam pobunio,
jer nisam bio Jevrejin.
Zatim su došli po katolike, a ja se nisam pobunio,
jer ja sam bio protestant.
Zatim su došli po mene, a tada više nikoga nije bilo
da se zauzme za mene.

### Posteri
Varijanta koja se nalazi na većini britanskih i američkih postera glasi:
Prvo su došli po socijaliste, a ja se nisam pobunio,
jer nisam bio socijalista.
Zatim su došli po sindikalce, a ja se nisam pobunio,
jer nisam bio sindikalac.
Zatim su došli po Jevreje, a ja se nisam pobunio,
jer nisam bio Jevrejin.
Onda su došli po mene, i više nije bilo nikoga
da se zauzme za mene.

### Mentalno bolesni
Nimeler eksplicitno pominje "bolesne, takozvane neizlečive".
Prvo su došli po komuniste, a ja se nisam pobunio,
jer nisam bio komunista.
Zatim su došli po bolesne, takozvane neizlečive, a ja se nisam pobunio,
jer nisam bio mentalno bolestan.
Zatim su došli po Jevreje, a ja se nisam pobunio,
jer nisam bio Jevrejin.
Onda su došli po mene, ali tada više nije bilo nikoga
da se zauzme za mene.

## Uticaj
Ova je pesma uticala na pesmu "Yellow Triangle" pevača Kristija Mura.
Godine 1991. škotski duo Hue i Cry parafrazirao je ovu pesmu u jednoj pesmi koja je snimljena u Cirque Royale u Briselu. Odgovarajući deo pesme glasi:
Kada su došli po Jevreje i crnce, ja sam se okrenuo
Kada su došli po pisce i mislioce i radikale i demonstrante, ja sam se okrenuo
Kada su došli po homoseksualce i manjine i utopiste i plesače, ja sam se okrenuo
A kada su došli po mene, ja sam se osvrtao i osvrtao, ali više nije bilo nikoga...
Pesma je takođe uticala na pesmu "Emigre" grupe Anti-Flag. Njihova pesma, snimljena na albumu "For Blood and Empire", u prvoj strofi parafrazira pesmu Prvo su došli...:
Prvo su došli po komuniste, a ja se nisam pobunio
Zatim su došli po socijaliste, a ja se nisam pobunio
Onda su došli po sindikalce, a ja se nisam pobunio
A onda su došli po mene!
"Re-gaining Unconsciousness" je pesma punk benda NOFX na koju je, kako se čini, takođe uticala pesma Prvo su došli...:
Prvo su sklonili dilere –
bezbedna deca, sigurne ulice.
Zatim su sklonili prostitutke –
da se oženjeni drže svojih kuća.
Zatim su oterali prosjake,
zatim su pretukli i prebili pedere,
odbili azilante,
nahranili nas sumnjama i strahovima.
Nismo se pobunili,
nismo reagovali.
Čudno: nije preostao baš niko da primeti
kada su došli po nas.
Pesma je takođe uticala na pesmu "Madame Guillotine" benda Legendary Pink Dots:
Prvo su okupili crvene
ali ja nisam crveni, tako da...
Zatim su okupili crnce
ali ja nisam crnac, tako da...
Zatim su okupili cigane
i džankije i propalice.
Sada se plašim za zazviždim 'swanee'
jer tražiće moju pljuvačku...
Čini se da je ova pesma uticala i na jednu pesmu čiji je autor Niyi Osundare, Nigerijac koji je bio glasan kritičar nigerijske vlade tokom 1990-ih. Pesma Ne tiče me se (Not my business) navodi ljude po koje su "oni" došli i opisuje kako se pesnik okreće od toga. To se njega "ne tiče sve dok ne uzmu jam iz njegove ruke". Najzad, dolaze i po njega, a svuda vlada tišina.
Čarls Mingus upotrebio je jednu verziju ove pesme u svojoj pesmi "Ne dozvoli da se to dogodi ovde" (Don't Let It Happen Here), sa albuma "Music Written for Monterey, 1965 Not Heard...Played Live in Its Entirety at UCLA", koji je ponovo izdat 26. septembra 2006. On menja i proširuje završetak pesme:
Jednoga dana došli su i odveli komuniste
A ja nisam rekao ništa jer nisam bio komunista
Zatim su jednoga dana došli i odveli ljude jevrejske vere
A ja nisam rekao ništa jer mi je nestalo vere
Jednoga dana došli su i odveli sindikalce
A ja nisam rekao ništa jer nisam bio sindikalac
Jednoga dana zapalili su katoličke crkve
A ja nisam rekao ništa jer sam rođen kao protestant
Onda su jednoga dana došli i odveli mene
A ja nisam mogao reći ništa jer bio sam kriv kao i oni
Jer nisam se pobunio i rekao da svi ljudi imaju pravo na slobodu
U svakoj zemlji
Bio sam kriv za genocid
Kao ti
Svi vi
Jer vi znate kada je čovek slobodan
I kada ga osloboditi njegovog ropstva
Zato vas sve optužujem za genocid
Isto kao sebe
Jedan od 18 miliona mrtvih Jevreja
18 miliona mrtvih ljudi
Bend Asian Dub Foundation parafrazirao je pesmu u svojoj pesmi "Round Up" na albumu "Tank" (2005). Odlomak glasi:
došli po raste a ti ne kažeš ništa
došli po muslimane a ti ne kažeš ništa
došli po antiglobaliste a ti ne kažeš ništa
došli čak po liberale a ti ne kažeš ništa
došli po tebe i ko je ostao da kaže nešto?
ko će se sad zauzeti za tebe, ko?
Sepultura je citirala ovu pesmu na singlu "Refuse/Resists" (45RPM).

## Spoljašnje veze
- Niemöller, origin of famous quotation Harold Marcuse, UC Santa Barbara (2005)
- Niemöller's famous quotation as posted by Holocaust Survivors' Network

## Napomena
- Tekst je pod uslovima Licence za slobodnu dokumentaciju GNU-a i licence CC-BY-SA 3.0 Unported preneta sa istoimenog članka na Vikipediji na srpskohrvatskom jeziku.